# أنطون الشوملي
أنطون يوسف الشوملي، (بالإنجليزية:Antoun Youssef Shomali) ولد عام (1914-1979)، شاعرٌ وتربوي وإداري فلسطيني، من مواليد مدينة بيت ساحور، كتب أكثر من 130 قصيدة توزعت حول العديد من المواضيع الشعرية، مثل: حب الوطن، الرثاء، الغزل وجمعت في ديوان واحد بعنوان (الآثار الشعرية الكاملة)، قدم له الدكتور ياسر الملاح. عُرف كشاعر للعروبة عند بعض النقاد. وسُمي شارع في بيت ساحور باسمه في عام 2014.

## حياته
ولد أنطون يوسف الشوملي، في مدينة بيت ساحور، لعائلة فلسطينية مسيحية، وقد كانت ولادته بعد الحرب العالمية الأولى بثمانية أيام فقط، لذلك عُرفت عنه عبارة:(أنا سبب اندلاع الحرب العالمية الأولى (28/7/1914)وأنا ولدت عام (6/8/1914)، عاش في عدة دول: فلسطين، الأردن، بريطانيا

## من أشعاره
كتب أنطون الشوملي الكثير من القصائد، وبمواضيع متعددة، منها شعره عن المرأة ومكانتها حيث قال:
وأما النساء بهذي البلاد    فهن الشقاء وهن الفناء
وربّوا الفتاة فإن الفتاة    لركن الرقي وأس البناء
لتصبح أماً تغذي الوليد    بحب البلاد وحب الإخاء
إلى جانب تناوله للعلم في قصائده كقوله:
أنيروا العقول بنور العيون    فإن العلوم سبيل العلاء.

## كتبٌ أُلفت عنه
ألف عزيز العصا كتابًا عن انطون الشوملي بعنوان «أنطون الشوملي - شاعراً وكاتباً وناقداً» وصدر في عام 2020.

## مؤلفاته
جُمعت قصائده في ديوان واحد بعنوان «الآثار الشعرية الكاملة» ونُشر من قبل مركز اللقاء للدراسات الدينية التراثية في الأرض المقدسة، وقدم له الدكتور ياسر الملاح.